# Ubongo
Ubongo ist ein Legespiel des in Polen geborenen Spieleautors Grzegorz Rejchtman. Es erschien 2003 beim schwedischen Spieleverlag Kärnan als Pyramidens Portar und erhielt den schwedischen Spielepreis Årets spel 2003. Das Spiel wurde 2005 in Deutschland von Kosmos als Ubongo verlegt und erreichte 2005 Platz 4 beim Deutschen Spiele Preis und war unter den Finalisten des International Gamers Award. Als Ubongo erhielt es den schwedischen Spielepreis Årets spel erneut.
Das Spiel für 1–4 Spieler ab 8 Jahren dauert etwa 20–30 Minuten und ist eine Pentomino-Variante, die an eine Kombination aus Tangram und Tetris erinnert. Die Legeteile sind so genannte Polyominos, also Flächen, die aus mehreren zusammenhängenden Quadraten bestehen. Für Kinder und Anfänger gibt es eine einfachere Variante mit weniger Teilen. Der Name stammt aus dem Swahili und bedeutet „Gehirn“ oder „Intelligenz“.
In den Folgejahren erschienen mehrere Abwandlungen und Varianten des Spiels wie das Ubongo-Mitbringspiel, das Spiel Ubongo extrem, Ubongo – Das Duell als Zwei-Spieler-Variante, Ubongo 3-D sowie Ubongo – Das Kartenspiel. Die Versionen bauen alle auf dem Grundprinzip des Ubongo-Spiels auf.

## Thema und Ausstattung
Die 4 × 12 unterschiedlichen, beidseitig bedruckten Legeteile, die 36 Legetafeln mit den Legeflächen und die sog. Rundenleiste sind aus Pappe gefertigt und in kräftigen Erdfarben auf schwarzem bzw. rotem Grund gehalten, die klaren Motive erinnern dem Namen entsprechend an afrikanische Kunst. Die als Preise dienenden Edelsteine sind aus farbigem Kunststoff. Die Vorderseite der Legetafeln stellt die normale Version dar, die mit einer großen Fläche und vier Teilen gespielt wird. Auf der Rückseite ist die einfachere Variante für nur drei Teile abgedruckt.

Beispiel-Legetafel (einfache Variante für drei Legeteile)
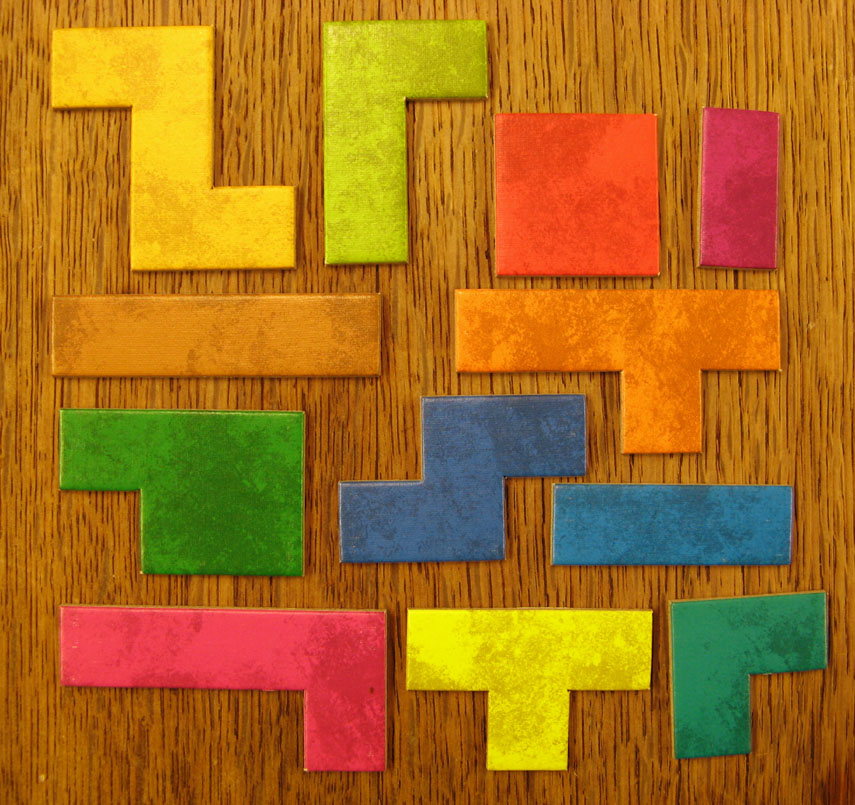
Legeteile
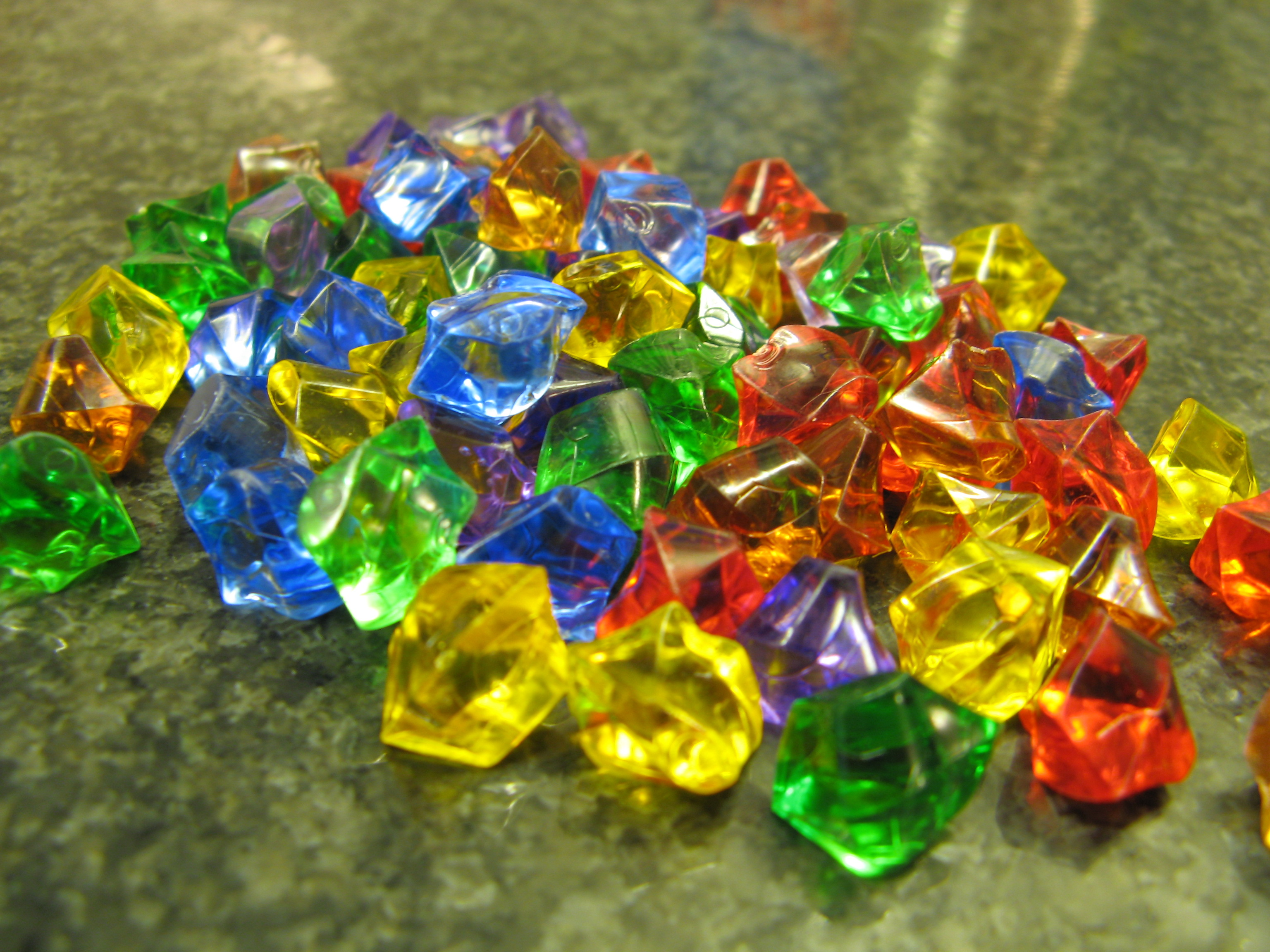
Edelsteine

## Spielablauf
Die Rundenleiste sieht neun Runden vor und wird vor Spielbeginn mit Edelsteinen bestückt. Jeder Spieler erhält einen Satz von zwölf unterschiedlichen Legeteilen.
Zu Beginn einer Runde erhält jeder Spieler eine Legetafel, und mit einem Würfel wird ermittelt, mit welcher der sechs abgebildeten Teile-Kombinationen die weiße, unregelmäßige Fläche gefüllt werden soll. Der Spieler muss nun die vorgegebenen farbig markierten Teile aus seinem Vorrat suchen und mit ihnen die geforderte Form auf der Karte legen. Eine Sanduhr begrenzt die Zeit zum Überlegen und Probieren.
Alle, die innerhalb des festgelegten Zeitraums fertig werden, erhalten einen Edelstein aus dem Beutel. Die beiden Schnellsten erhalten sogar noch einen zusätzlichen Edelstein von der Rundenleiste. Für die nächste Runde werden neue Legetafeln ausgegeben, und es wird wieder gewürfelt.
Es gewinnt, wer am Schluss des Spiels die wertvollste Edelsteinsammlung besitzt.

## Varianten

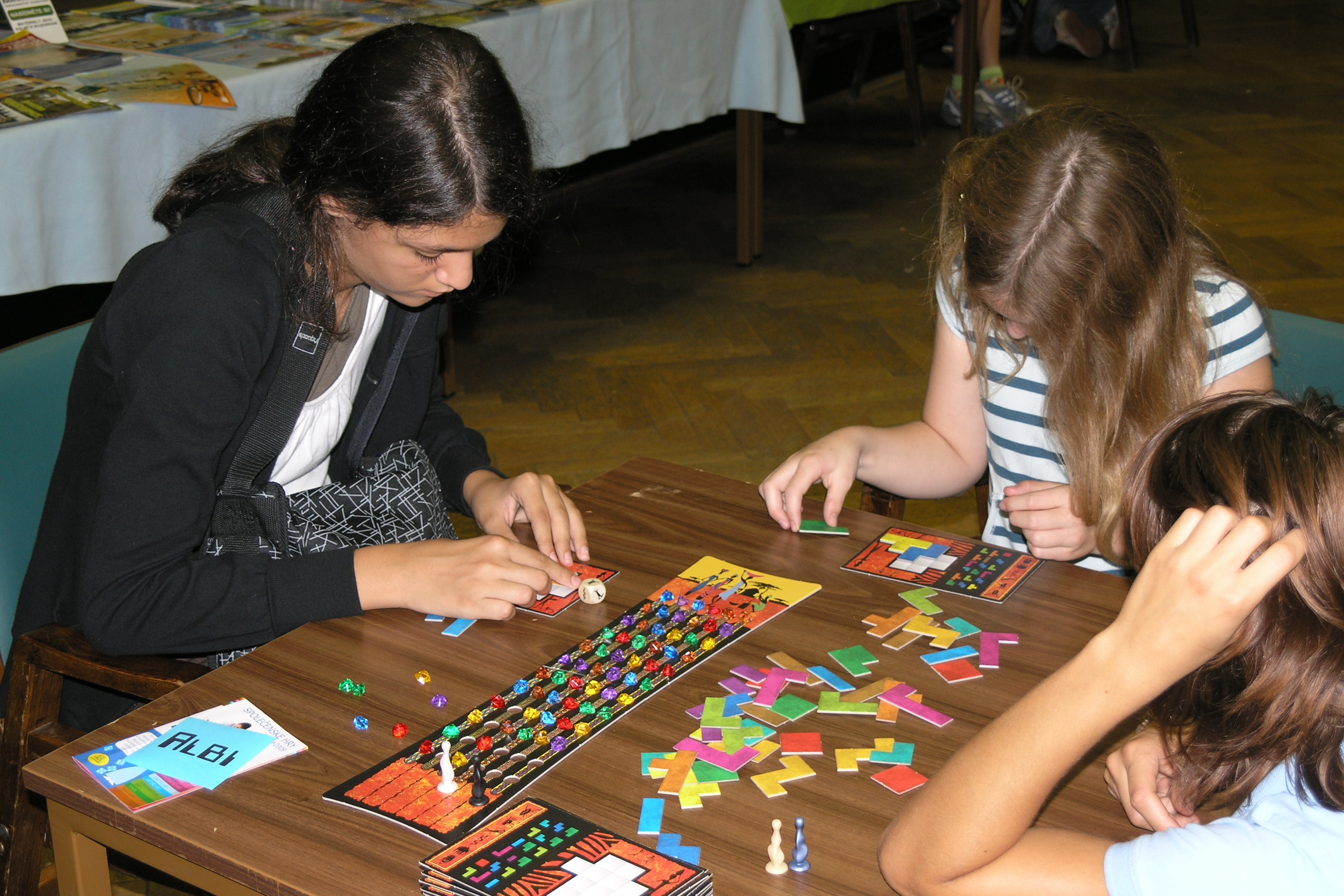
Nachdenken beim Ubongo

### Ubongo-Mitbringspiel
Im Februar 2007 erschien bei Kosmos das Ubongo-Mitbringspiel.

### Ubongo extrem
Seit Herbst 2007 ist eine neue Variante mit dem Namen Ubongo extrem im Handel.
Im Unterschied zum normalen Ubongo sind die Legetafel und die Legeteile nicht aus Quadraten, sondern aus Sechsecken zusammengesetzt. Der Rest des Spielprinzips ist gleich: Die Spieler ziehen ein farbiges Plättchen aus einem Beutel; jeder Spieler nimmt drei oder vier Legeteile, die der Farbe entsprechen und auf der Legetafel aufgezeichnet sind, und muss die Wabenfläche auf der Tafel komplett abdecken. Eine kleine Änderung gibt es auch im Punktesystem: Neun blaue (3 Punkte) und neun braune (1 Punkt) Edelsteine werden offen ausgelegt. Der Spieler, der zuerst fertig wurde, nimmt sich einen blauen Edelstein, der offen ausliegt, und einen zufälligen aus dem Beutel (grün: 2 Punkte – rot: 4 Punkte) und ergänzt seinen Vorrat. Der zweite Spieler, der innerhalb der Sanduhrzeit fertig wird, erhält den offenen braunen Edelstein und zieht ebenfalls zufällig aus dem Beutel. Der dritte und vierte Spieler, der fertig wird, zieht nur noch aus dem Beutel. Schafft es nur einer oder keiner innerhalb der Zeit (bzw. der zweiten Sanduhrzeit), so wandern die verbleibenden offenen Edelsteine in den Beutel. Dadurch verbleiben nach jeder Spielrunde immer gleich viele blaue und braune Steine, die zugleich auch die restlichen Spielrunden anzeigen. Zu Ubongo extrem ist auch eine Reiseversion unter dem Namen Ubongo extrem Mitbringspiel erschienen.

### Ubongo – Das Duell
Im Februar 2008 erschien das Zweipersonenspiel Ubongo – Das Duell in der Kosmos-Reihe Für Zwei Spieler. Wie bei dem Originalspiel müssen hier die Spieler vorgegebene Flächen mit den dafür ausgewählten Legeteilen auslegen. Jeder der beiden Spieler bekommt dabei ein vollständiges Set aus 21 Legeteilen unterschiedlicher Form sowie jeweils neu doppelseitig bedruckte Aufgabenblätter. Zusätzlich bekommt jeder eine Spielfigur, die den aktuellen Gewinnstand auf einer Wertungstafel anzeigt.
In jeder Runde wählen die Spieler ein Aufgabenblatt, das bei beiden Spielern identisch ist. Mit einem 20-seitigen Würfel wird eines von 20 möglichen Sets von Legeteilen bestimmt, das den Spielern zur Verfügung steht. Nach dem Würfeln versuchen beide Spieler, die Legeteile so auf dem Aufgabenblatt zu verteilen, dass die weiße Fläche vollständig bedeckt ist. Wer zuerst fertig ist, ruft „Ubongo“ und darf dann ein Feld auf der Wertungstafel vorrücken. Der Spieler, der zuerst fünf Runden gewonnen hat, ist der Sieger der Gesamtpartie.

### Ubongo 3-D
Eine Variante des Spiels in drei Dimensionen erschien im Oktober 2009 unter dem Namen Ubongo 3-D.

### Ubongo Junior
2012 erschien eine Version für Kinder unter dem Namen Ubongo Junior mit einfacheren Aufgaben.

### Ubongo Das Kartenspiel
Bei der Kartenspielversion Ubongo – Das Kartenspiel muss man Ubongo-Karten nach bestimmten Regeln aneinanderlegen, ähnlich wie beim Domino.

### Ubongo Trigo
Bei dem 2012 veröffentlichtem Ubongo Trigo werden die Legeteile aus Dreiecken statt Quadraten zusammengesetzt.

### Markenlizenz-Versionen
Zum Kinostart von Krieg der Sterne Teil VII – Star Wars: Das Erwachen der Macht erschien 2015 eine Themenvariante Ubongo Star Wars, deren grafische Gestaltung an das Star Wars Universum angepasst ist.

### Ubongo digital
Ubongo ist auch als App für iOS und Android sowie als Switch-Spiel erhältlich.

## Zielgruppe
Taktik und Überlegung spielen keine Rolle, Übung erleichtert das Finden der Kombinationen. Das Spielprinzip ist schnell erlernbar oder von Tangram und dergleichen bereits bekannt. Ubongo ist als Familienspiel anzusehen und für kurze Spielrunden geeignet.